# Station Ruciane-Nida
Station Ruciane-Nida is een spoorwegstation in de Poolse plaats Ruciane-Nida.